# Championnats d'Europe de badminton 1970
Navigation
Bochum 1968 Karlskrona 1972
Les championnats d'Europe de badminton 1970, deuxième édition des championnats d'Europe de badminton, ont lieu du 17 au 19 avril 1970 à Port Talbot, au Royaume-Uni.

## Médaillés
| Épreuve       | Or                               | Argent                             | Bronze                          |
| ------------- | -------------------------------- | ---------------------------------- | ------------------------------- |
| Simple hommes | Sture Johnsson                   | Elo Hansen                         | Paul Whetnall                   |
| Simple hommes | Sture Johnsson                   | Elo Hansen                         | Wolfgang Bochow                 |
| Simple dames  | Eva Twedberg                     | Imre Nielsen                       | Lisbeth van Barnekow            |
| Simple dames  | Eva Twedberg                     | Imre Nielsen                       | Margaret Boxall                 |
| Double hommes | Elo Hansen / Per Walsoe          | Erland Kops / Henning Borch        | Siegfried Betz / Roland Maywald |
| Double hommes | Elo Hansen / Per Walsoe          | Erland Kops / Henning Borch        | David Eddy / Roger Powell       |
| Double dames  | Margaret Boxall / Susan Whetnall | Irmgard Latz / Marieluise Wackerow | Karin Jørgensen / Anne Berglund |
| Double dames  | Margaret Boxall / Susan Whetnall | Irmgard Latz / Marieluise Wackerow | Gillian Perrin / Margaret Beck  |
| Double mixte  | David Eddy / Susan Whetnall      | Derek Talbot / Gillian Perrin      | Per Walsoe / Anne Berglund      |
| Double mixte  | David Eddy / Susan Whetnall      | Derek Talbot / Gillian Perrin      | Wolfgang Bochow / Irmgard Latz  |

## Tableau des médailles
| Rang | Pays                 | Médaille d'or | Médaille d'argent | Médaille de bronze | Total |
| ---- | -------------------- | ------------- | ----------------- | ------------------ | ----- |
| 1    | Angleterre           | 2             | 1                 | 4                  | 7     |
| 2    | Suède                | 2             | 0                 | 0                  | 2     |
| 3    | Danemark             | 1             | 3                 | 3                  | 7     |
| 4    | Allemagne de l'Ouest | 0             | 1                 | 3                  | 4     |